# Roger Finjord
Roger Finjord (8 ottobre 1972) è un allenatore di calcio norvegese.

## Carriera
A novembre 2003, è stato reso noto che Finjord sarebbe diventato il nuovo allenatore dell'Alta a partire dal 1º gennaio successivo, compagine all'epoca militante in 2. divisjon, terzo livello del campionato norvegese. Nella stagione 2004, ha condotto la squadra alla promozione in 1. divisjon. Il 12 settembre 2015, Finjord ha reso noto che avrebbe lasciato l'Alta al termine della 1. divisjon 2005, per motivi famigliari.
Il 15 dicembre 2009, la sezione femminile dello Stabæk ha comunicato sul proprio sito internet che Finjord era stato scelto come nuovo allenatore a partire dal 1º gennaio 2010. Il 3 febbraio 2011, Finjord ha annunciato che avrebbe lasciato il suo incarico al termine della stagione in corso.
In seguito alle dimissioni di Even Pellerud, è stato scelto come nuovo commissario tecnico della Nazionale femminile norvegese in data 12 agosto 2015. Il 20 settembre 2016, Finjord ha confermato che avrebbe lasciato la panchina della Nazionale al termine del suo contratto.